# Lirceus usdagalun
Lirceus usdagalun är en kräftdjursart som beskrevs av John R. Holsinger och Bowman 1973. Lirceus usdagalun ingår i släktet Lirceus och familjen sötvattensgråsuggor. IUCN kategoriserar arten globalt som starkt hotad. Inga underarter finns listade i Catalogue of Life.